# Левинская (Нижнеслободский сельсовет)
Левинская — деревня в Вожегодском районе Вологодской области на реке Серга.
Входит в состав Нижнеслободского сельского поселения, с точки зрения административно-территориального деления — в Нижнеслободский сельсовет.
Расстояние по автодороге до районного центра Вожеги — 59 км, до центра муниципального образования Деревеньки — 10 км. Ближайшие населённые пункты — Блиновская, Некрасовская, Лукьяновская.
По переписи 2002 года население — 1 человек.